# Bixapur
Bixapur (o Bishâpûr) és una antiga ciutat de l'Iran, de la que resten les ruïnes al sud de la moderna Faliyan, a l'antiga ruta entre Persis i Elam. La ruta unia l'antiga capital sassànida Ishtakhr (prop de Persèpolis) amb Ctesifont. Bixapur estava prop de Kazerun a l'encreuament de rius al lloc on hi ha una fortalesa amb dipòsits de roca tallada, i na vall fluvial amb relleus sassànides a la roca. La ciutat hauria estat fundada per Sapor I (241-272) el 266.